# Troglav
Pour l’article homonyme, voir Troglav (Stari Vlah).
Ne pas confondre avec le Triglav, plus haut sommet de la Slovénie.
Le Troglav est le plus haut sommet du massif montagneux de la Dinara appartenant aux Alpes dinariques. Le sommet est situé en Bosnie-Herzégovine mais une partie de son versant occidental est localisé en Croatie. Il tire son nom du dieu slave Triglav qui pourrait se traduire littéralement par « Trois têtes ».

## Géographie
Le Troglav s’étend sur environ 30 km de long pour 15 km de large. Au nord-ouest, il est séparé du mont Dinara par le col de Privaja (1 230 mètres) et au sud-ouest il est séparé du mont Kamešnica par le col de Vaganj (1 173 mètres). Ce col relie la localité de Sinj en Croatie à la localité de Livno en Bosnie-Herzégovine.
Au nord-est se trouve la région bosniaque karstique de Livno (Livanjsko Polje) qui s’étend sur 65 km. Au sud-ouest se trouve la vallée croate de la rivière Cetina qui contient le lac de Peruča (Peručko jezero).

## Faune et flore
Le versant sud-ouest est boisé jusqu’environ 1 200 mètres d'altitude. La forêt est composée essentiellement de chênes et de charmes. De 1 200 à 1 700 mètres le sol est recouvert d’herbages alors que le sommet est essentiellement rocheux. Le sud de la montagne est plutôt recouvert de hêtres, puis d’herbages et puis de roches selon l’altitude. Le nord-est de la montagne est recouvert de hêtres et d’épicéas.

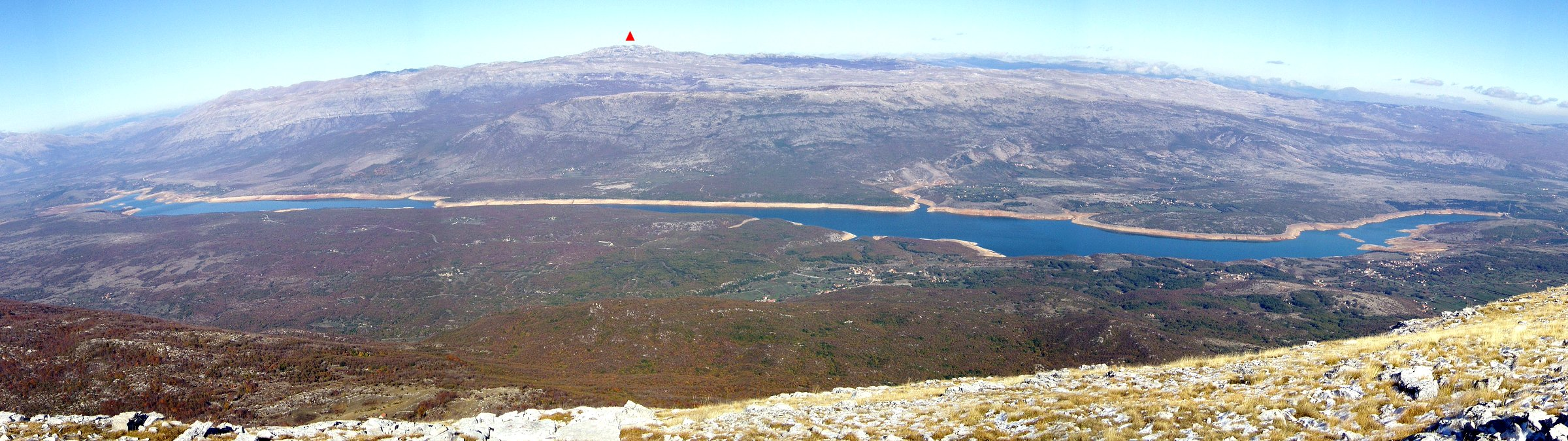
Troglav (triangle rouge) et le lac Peruča vus du mont Svilaja en Croatie.